# Juozapinė
El Juozapinė és un turó de 292,7 metres prop de la ciutat de Vílnius a Lituània. Anteriorment era considerat com el punt més alt a Lituània. Actualment però, el pujol més alt de Lituània és l'Aukštojas (293,84 m). Juozapinė Hill és, de fet, només és la tercera elevació més alta a Lituània, el segon lloc l'ocupa el Kruopinė (Žybartonys) (293,65 m), a uns 10 km a l'oest del Juozapinė.